# George O’Brien Kennedy
George O’Brien Kennedy (* 12. Dezember 1912 in Dublin; † August 1998 in Irland) war ein irischer Bootsbauer und Yachtkonstrukteur. Er entwarf dutzende Yachten, darunter die bekannte IDRA 14 und den preisgekrönten Kreuzer Kerry 27.

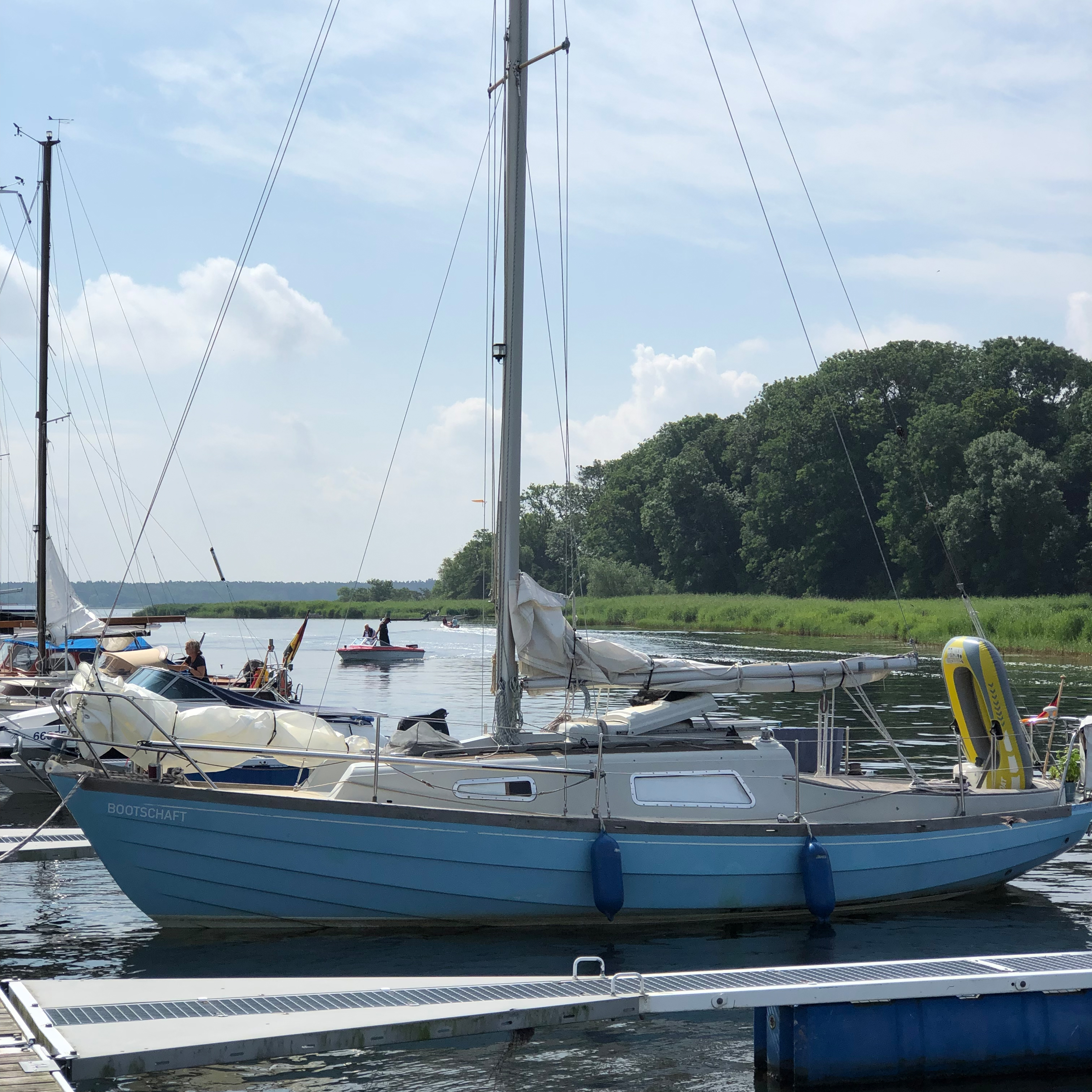
Kerry 27 Bootschaft

## Leben
George O’Brien Kennedy wurde 1912 als Sohn eines Rechtsanwalts in Dublin geboren. Schon als Schüler entwarf und baute er sein erstes Boot, die Performance-Jolle Rusheen. Um einen respektablen Weg in den prekären Beruf des Yachtdesigners zu finden, verpflichtete ihn seine Familie im November 1932 als „Gentleman Apprentice“ bei der Thornycroft-Werft in Southampton. Nach einigen Lehrjahren hatte er bereits 1938 einen guten Ruf als Jollendesigner mit zwei International 14s und einem weniger extremen 14-Fuß-Boot namens Fuss. Er gründete seine erste Bootsbau-Firma in Poole und nannte sie Small Craft.
Der Ausbruch des Zweiten Weltkriegs im Jahr 1939 führte dazu, dass er für mehrere wichtige Designjobs in der Gegend von Southampton rekrutiert wurde und an so unterschiedlichen Projekten wie Marinezerstörern, den Flügeln für Spitfire-Kampfflugzeuge und dem Design und Bau der allgegenwärtigen 112 Fuß langen Fairmile B Motor Launch arbeitete, dem Rückgrat vieler Royal-Naval-Reserve-Patrouillen. Nach dem Krieg wurde er ein erfolgreicher Yacht- und Jollendesigner in Großbritannien. Zu seinen Designs gehörten auch die Waldringfield Dragonflies und das Yachting World Dayboat, von dem mehr als 700 gebaut wurden.
Einer der erfolgreichsten Entwürfe von Brian Kennedy war der 26 Fuß Lymington Slipway 5 Tonner von 1947 – achtzehn wurden gebaut, und einer von ihnen gewann 1948 das Round the Island Race. Die 26 Fuß National Swallow Class war das Zweimannboot bei den Olympischen Spielen 1948. Obwohl das Design Tom Thornycroft, dem Geschäftsführer der Thornycroft Shipyard in Southampton, zugeschrieben wurde, stellte sich heraus, dass die eigentliche Designarbeit von Brian Kennedy durchgeführt wurde.
Seine weitere Karriere führte ihn nach Bombay, wo er an der Konstruktion von Schleppern, Hafenbarkassen und Feuerlöschschiffen beteiligt war. Kennedy kehrte dann 1960 nach Irland und auf den Fluss Shannon zurück. Er erkannte als erster das Potenzial des Shannon für Mietkreuzfahrten und „erfand“ den Fluss als beliebtes Touristenziel. Er entwarf und baute seine eigene Flotte von Mietkreuzern und fand auch Zeit, die die bekannte IDRA 14  und die preisgekrönte Yacht der 27 Fuß Kerry-Klasse zu entwerfen: ausgezeichnete seetüchtige Boote, die in eine kleine Serienproduktion gingen. Mit der Kerry Blue nahm er persönlich erfolgreich am Round Britain & Irland Race 1970 teil.
In den 1970er Jahren entwarf und baute er dann – mit Donal Conlon – den berühmten Halb-Tonner Brainstorm. In seinen letzten Jahren war er als Seevermesser in Irland und Großbritannien tätig und spielte eine wichtige Rolle bei der Auswahl von Kilrush, als Standort für einen Jachthafen.
Kennedy starb im August 1998 im Alter von 85 Jahren, ein Jahr nachdem seine Memoiren Not All At Sea! 1997 von Morrigan Books veröffentlicht worden waren.